# Ciuluc, Fălești
Ciuluc este un sat situat în vestul Republicii Moldova, în Raionul Fălești. Aparține administrativ de comuna Egorovca. La recensământul din 2004 avea o populație de 187 locuitori. Majoritatea populației este de origine ucraineană.